# Margaret Bullock
Margaret Bullock (* 4. Januar 1845 in Auckland; † 17. Juni 1903 in Whanganui) war eine neuseeländische Feministin, Suffragette, Autorin, Journalistin und Sozialreformerin.

## Frühes Leben
Margaret Carson wurde am 4. Januar 1845 als einzige Tochter unter vier Kindern von Jane Kennedy und James Carson, einem Straßenarbeiter aus Schottland, in Auckland geboren. Die Familie kam von Schottland nach Neuseeland, wo Margarets Vater als Schreiner und später als Schuldeneintreiber arbeitete. Über ihre Kindheit und Schulbildung ist nichts bekannt.

## Ehe
Am 10. Februar 1869 heiratete Margaret den Lagerverwalter George Bullock. Aus der Ehe gingen fünf Söhne hervor. Ihr Mann starb am 17. März 1877, als er auf der Reise nach Tonga war und das Schiff, die May Queen, in einem Hurrikan unterging.

## Politische Arbeit, Kunst und Literatur
1877 zog Margaret mit ihren Kindern nach Whanganui, wo ihr ältester Bruder, Gilbert Carson, Eigentümer und Herausgeber des Wanganui Chronicle war. Margaret wurde für die folgenden zehn Jahre Reporterin, Redaktionsassistentin und Geschäftspartnerin an ihres Bruder Seite. Während ihrer Arbeit für die Zeitung zählte sie zusammen mit Laura Suisted zu den ersten Parlamentskorrespondentinnen.
Ab etwa 1887 begann Margaret Kurzgeschichten mit lokalem Bezug zu schreiben. Sie wurden in englischen und neuseeländischen Zeitschriften und Zeitungen veröffentlicht. Unter dem Pseudonym „Madge“, das sie oft für ihre Arbeiten verwendete, gewann sie eine große Anhängerschaft in der gesamten Kolonie. Auch interessierte sie sich für die Malerei und stellte in den Jahren 1884 und 1885 unter dem Namen Maggie Bullock einige ihrer Ölgemälde aus, darunter „A Mori Hebe“, „Kawana Tiwhitorangi“, „A Wanganui chief“ und „Native girl“. Von 1884 bis 1886 war sie aktives Mitglied der Auckland Society of Arts.
Um die Kampagne für das Frauenwahlrecht in Neuseeland in Whanganui zu organisieren und in Gang zu bringen, gründete Margaret im Mai 1893 die Wanganui Women's Franchise League, später in Wanganui Women's Political League umbenannt. Nachdem das Wahlrecht für Frauen errungen war, besuchte sie jedes Haus in Whanganui und erklärte den Frauen was ihre Stimme im politischen System Neuseelands bedeuten würde. In der Wanganui Women's Political League war sie zunächst von Anfang an Vizepräsidentin der Organisation und übernahm ab 1893, als Ellen Ballance nach England ging, die Position der Präsidentin, eine Funktion, die sie bis 1897 ausübte. Auch galt sie als eine wichtige Persönlichkeit im National Council of Women of New Zealand (NCWNZ), in dem sie mit drei weiteren Frauen im Jahr 1900 das Amt der Vizepräsidentin innehatte.
Während ihrer Zeit in den frauenpolitischen Bewegungen das Landes fand Margaret aber immer auch noch Zeit einen Roman zu schreiben, den sie unter dem Titel Utu: A story of love, hate, and revenge und dem Pseudonym Tua-o-rangi 1894 veröffentlichte. Das Buch wurde seinerzeit ein Erfolg. Später schrieb sie u. a. Touristenhandbücher für die Regierung und veröffentlichte 1897 Reiseführer für Wanganui, Rotorua und 1899 für die Gegend in und um Taupo.
1896 wurde Margaret offizielle Besucherin der Frauenabteilung des Gefängnisses von Whanganui, setzte sich für die älteren Bewohner des Whanganui Jubilee Home und machte deren entsetzliche Lebensbedingungen im Heim durch Briefe in den Lokalzeitungen von Whanganui öffentlich. Mit ihrer feministischen und wohlfahrtsstaatlichen Arbeit machte sie sich in der Stadt nicht nur Freunde und obwohl sie vehement für Reformen eintrat, stellte sie die Struktur der Gesellschaft nicht in Frage.
1902 wurde bei Margaret eine Krebserkrankung festgestellt und trotz einer erfolgreichen Operation verstarb sie am 17. Juni 1903 in ihrem Haus in Whanganui.

## Werke

### Bücher
- Tua-O-Rangi: Utu: A story of love, hate, and revenge. H. Brett, Auckland 1894 (englisch, NZETC [abgerufen am 18. September 2024] von Margaret Bullock unter dem Namen Tua-O-Rangi veröffentlicht.).
- Margaret Bullock: The World's Sanatorium: A Sketch of Rotorua and its Environs. Hrsg.: John Mackay. Government Printer, Wellington 1897 (englisch, Online [PDF; 38,9 MB; abgerufen am 18. September 2024]).
- Margaret Bullock: Wonderland – A Glimpse at the Marvels and Beauties of the Taupo Volcanic Zone, New Zealand. Hrsg.: John Mackay. Government Printer, Wellington 1899 (englisch).
- Margaret Bullock, David Clarke: The Wanganui River. Sketch and Story. A. D. Willis, Whanganui 1899 (englisch).

### Gemälde
- 1884 – Portrait of Kawana Pitiroi Paipai – Öl auf Leinwand, 670 × 570 mm[5]
- 1885 – A Maori Hebe – Öl auf Leinwand, 580 × 445 mm[6]